# Bolidiana aurata
Bolidiana aurata är en insektsart som beskrevs av Fabricius 1787. Bolidiana aurata ingår i släktet Bolidiana och familjen dvärgstritar. Inga underarter finns listade i Catalogue of Life.